# Vương quốc Nam Sơn
Nam Sơn (南山, Nanzan), đôi khi gọi là  Sơn Nam (山南, Sannan), là một trong ba vương quốc cai trị hòn đảo Okinawa vào thế kỷ 14. Okinawa trước đó do một số tù tưởng hay lãnh chúa địa phương cai quản, rằng buộc lỏng lẻo với một tù trưởng tối cao hoặc vua của toàn đảo, và sau đó đã phân chia thành ba vương quốc một vài năm sau năm 1314. thời đại Tam Sơn (Sanzan) bắt đầu, và đã kết thúc khoảng một trăm năm sau, khi vua của Trung Sơn (Chūzan) là Shō Hashi (Thượng Ba Chí) chinh phục Bắc Sơn (Hokuzan) năm 1419 và Nam Sơn năm 1429.

## Lịch sử
Nam Sơn ra đời vào năm 1314 khi Tamagusuku thừa kế vai trò thù trưởng đứng đầu của toàn hòn đảo Okinawa từ người cha là Eiji; Tuy nhiên, ông thiếu uy tín hay khả năng lãnh đạo để nhận được sự tôn trọng và lòng trung thành của các lãnh chúa khác nhau, và do đó lãnh chúa của Ozato, một trong nhiều lãnh chúa quyền lực, đã chạy xuống phía nam đến quê hương là Urasoe, cùng một số tù trưởng nhỏ trung thành với ông, và lập nên vương quốc riêng tại Ozato gusuku gần thị trấn Itoman ngày nay. Một tù trưởng khác chạy lên phía bắc và lập ra vương quốc Bắc Sơn (Hokuzan), khiến Tamagusuku chỉ còn nắm giữ được khu vực trung nam của hòn đảo, và trở thành vua Trung Sơn (Chūzan).
Cũng giống như hai vương quốc láng giềng, Nam Sơn phải chia sẻ một hòn đảo Okinawa, với các lãnh thổ rất nhỏ, và do đó hạn chế về tài nguyên. Tuy nhiên, vương quốc vẫn tồn tại trong suốt một thế kỷ, nhận được lợi ích từ thương mại hàng hải, và từ vị trí thuận lợi của thành Ozato, nằm trông đỉnh cao dốc đứng, với một lối vào từ biển và một bến tàu. Mặc dù hải cảng của vương quốc không nhộn nhịp như Naha, cảng chính của Trung Sơn, song vương quốc cũng đã tiến hành giao thương với các nước Đông Nam Á, Trung Hoa và các thế lực lân cận. Trung Sơn trở thành một nước triều cống của nhà Minh vào năm 1372. Nam Sơn cũng đã được phong vị thế thương mại tương ứng một thời gian ngắn sau đó cùng với Bắc Sơn, song chỉ được cử một tàu cho mỗi lần triều cống. Trong khoảng thời gian 30 năm sau đó, 19 đoàn sứ thần triều cống đã được cử từ Nam Sơn đến Trung Quốc; trong khi Bắc Sơn cử 9 và Trung Sơn cử 52. Tuy nhiên, giống ngư hai vương quốc còn lại, nhiều đoàn triều cống đã tranh thủ mua bán cá nhân hoặc buôn lậu. Khoảng năm 1381, một sứ thần Nam Sơn đã bị khiển trách gay gắt do mang bạc vào Trung Quốc với dự định mua đồ sứ cho cá nhân mình.
Người ta tin rằng trong một khoảng thời gian, có thể đã có hai lãnh chúa tranh giành quyền kiểm soát Nam Sơn. Ofusato, lãnh chúa đầu tiên của Nam Sơn, đã hiện diện tại Hoàng cung nhà Minh năm 1388, và qua đời khi đang ở Triều Tiên 10 năm sau đó. Có nhiều thuyết nói về việc kế vị tại Nam Sơn diễn ra một cách tự nhiên, hòa bình hay mỗi vị vua kế vị đã giành lấy vị trí này bằng một cuộc nổi dậy và giết chết người tiền nhiệm. Kết quả, sự thực của việc truyền ngôi vẫn chưa rõ thực hư.
Trong thập niên 1390, vua của cả ba vương quốc đều lần lượt qua đới trong một thời gian ngắn, và các tranh chấp quyền kế vị nổ ra trên khắp hòn đảo; sự kiện tương tự xảy ra ở Nam Kinh với cái chết của Minh Thái Tổ năm 1398. Khi vua của Nam Sơn là Ofusato, qua đời cùng năm, người anh em trai của ông là Yafuso dã giành lấy quyền lực, và tìm kiém sự công nhận chính thức từ Trung Quốc. Trước đó, Trung Quốc chỉ từng công nhận một người là vua của toàn bộ Okinawa, nhưng nay cả ba vương quốc đều cử sứ thần và ganh đua về thanh thế, sự giàu có và quyền lực sẽ đến cùng với sự ủng hộ của nhà Minh; tuy nhiên trong 11 năm sau triều đình này vẫn chưa có câu trả lời. Năm 1406, Bunei, vua Trung Sơn hính thức nhận được sắc pong của Trung Quốc; Taromai, vua của Nam Sơn, nhận được vinh dự này vào năm 1415, song những tranh chấp trong nội bộ hoàng tộc đã ngăn cản Nam Sơn giành lấy sức mạnh.
Sau cái chết của vua Taromai và cuối thập kỷ 1420, các cuộc tranh giành ngôi vị đã làm suy yếu Nam Sơn. Shō Hashi, vu của Trung Sơn, người đã chinh phục Bắc Sơn 10 năm trước đó, nay nắm lấy cơ hội này để xâm chiếm Nam Sơn. Ông thống nhất hòn đảo Okinawa thành vương quốc Lưu Cầu, chám dứt sự tồn tại của vương quốc Nam Sơn.